# Ride On
Ride On es un servicio público de préstamo de bicicletas eléctricas que el Ayuntamiento de Pamplona tiene en marcha desde el 14 de diciembre de 2021. Es el sistema más importante de este tipo en España, con 2,5 bicicletas por cada 1000 habitantes.
Cuenta con 36 estaciones repartidas por todos los barrios de Pamplona, que permiten a los usuarios moverse entre sus bases favoritas. Se podrá utilizar las 24 horas del día, todos los días del año, excepto en las fiestas de San Fermín. Todas las bicicletas son eléctricas y pedaleadas. Utiliza energía 100% renovable certificada para cargar bicicletas. Existen a disposición de la ciudadanía un total de 400 bicicletas.

## Historia
El 26 de junio de 2007 el Ayuntamiento de Pamplona puso en marcha un servicio municipal de alquiler de bicicletas denominado "nBici-Biziz". Se trataba de una red de puntos de alquiler de bicicletas donde el usuario podía coger una bicicleta, usarla y devolverla en cualquier base. Aunque estaba prevista la presencia de 350 bicicletas en total, sólo fueron 100. Las bases, diseñadas para un total de 20, se mantuvieron únicamente en 5.
El 23 de noviembre de 2018 el Ayuntamiento de Pamplona decidió suspender el servicio de alquiler de bicicletas municipales, eliminando las estaciones y los prestamistas por su poco uso y por el mal estado del servicio. Sin embargo, se anunció un plan para extender una nueva red de préstamos de bicicletas eléctricas a toda la comarca.

### Proyecto e inauguración
En marzo de 2021, el Ayuntamiento de Pamplona presentó el proyecto de creación de una red municipal de bicicletas eléctricas en alquiler con 400 bicicletas y 42 cargadas. El servicio se pondría en marcha "después del verano" y tendría dos modalidades de tarifas: para abonados y turistas esporádicos. Las 400 bicicletas se podrán alquilar a través de una aplicación móvil. Esta aplicación tendría dos perfiles: los esporádicos y abonados con una tarifa mensual de quince euros o un pago anual de cuarenta euros.
El proyecto del Ayuntamiento de Pamplona tenía varias fases. En el primero, dos bicicletas eléctricas por cada mil habitantes, la media de las ciudades con este servicio es de 1,1 vehículos por cada mil habitantes. En una segunda fase, Pamplona contaría con 2,5 bicicletas por cada mil habitantes. El sistema funcionaría las 24 horas del día durante todo el año, excepto los días de celebración de los Sanfermines.
El 14 de diciembre de 2021 se pusieron en marcha 240 bicicletas y las 26 primeras estaciones de la red: Calle Sangüesa, Azpilagaña, UPNA, Plaza de Toros, Pio XII - Larraona, Iturrama, Ermitagaña, Calle Sanduzelai, RENFE, Buztintxuri - Centro de Salud, Paseo Anelier, Avenida Villava, Lezkairu - Calle Maria Lacunza, Mendillorri Bajo, Avenida Carlos III - Gorriti, Avenida Pio XII - Avenida Sancho el Fuerte, Teatro Gayarre, Calle Tudela, Carlos III - Leire, Antoniutti, Buztintxuri - Avenida Gipuzkoa, Ermitagaña - Avenida Navarra, Calle Monasterio de la Oliva, Avenida Marcelo Celayeta, Erripagaña y Calle Esquíroz. En 24 horas se superaron los 1000 primeros usuarios.
El 18 de enero de 2022 entró en servicio la estación Calle Olite. Al día siguiente comenzaron las estacones de Plaza San Francisco y Plaza Compañía. Para el 20 de enero, estaban en servicio también las estaciones Lezkairu - Calle Mutilva Alta y Txantrea Sur. El 24 de enero, ya habían visto la luz otras 5 estaciones: Plaza de la Cruz, Rincón de la Aduana, Mendillorri Alto, Lezkairu - Catalunya y Civivox Mendillorri. A la estación inaugurada el 25 de enero, Calle Benjamín de Tudela, se le sumó Avenida Baiona al día siguiente.

### Cambio de tarifas
Inmediatamente después de su puesta en marcha, los usuarios comprobaron que existía una diferencia entre las tarifas anunciadas por el Ayuntamiento de Pamplona y las que realmente se cobraban en el uso de las bicicletas. Así, durante la primera media hora la tarifa era de 4 céntimos por minuto, pero los usuarios, pese a realizar 5, 10 o 30 minutos, pagaban 1,20 €, que correspondía a la media hora.
Esto provocó las quejas de muchos de ellos, por lo que la empresa solicitó al Ayuntamiento la modificación de las tarifas para adecuarlas a la situación de los usuarios. De hecho, analizando las estadísticas del primer mes se puede comprobar que el 80% de los viajes realizados no duraban más de 20 minutos, pero se les cobraba como si fueran 30 minutos. Hay que tener en cuenta, además, que el sistema sólo se extiende desde el término municipal de Pamplona, por lo que sólo se pueden aproximar a 30 minutos los recorridos entre Buztintxuri-Euntzetxiki y Lezkairu o Mendebaldea y Txantrea, como mucho.
Por último, en enero del 2022, la empresa anunció un cambio de tarifa "en las próximas semanas" en el que se cobraría por minutos de viaje, sin agrupar por partes, y los primeros 20 minutos serían gratuitos, el cual se comenzó a aplicar a partir del 10 de enero.

## Estaciones
- Plaza de la Cruz (1)
- Calle Sangüesa (2)
- Azpilagaña (3)
- UPNA (4)
- Plaza de Toros (6)
- Rincón de la Aduana (7)
- Pio XII - Larraona (8)
- Iturrama (9)
- Ermitagaña (11)
- Calle Sanduzelai (12)
- RENFE (13)
- Buztintxuri - Centro de Salud (14)
- Paseo Anelier (15)
- Avenida Villava (16)
- Lezkairu - Calle María Lacunza (17)
- Mendillorri Alto (18)
- Mendillorri Bajo (19)
- Carlos III - Gorriti (20)
- Pio XII - Avenida Sancho el Fuerte (21)
- Teatro Gayarre (23)
- Calle Tudela (24)
- Plaza San Francisco (25)
- Plaza Compañía (26)
- Avenida Bayona (27)
- Avenida Carlos III - Calle Leire (28)
- Antoniutti (29)
- Lezkairu - Catalunya (30)
- Buztintxuri - Avenida Gipuzkoa (31)
- Ermitagaña - Avenida Navarra (32)
- Calle Monasterio de la Oliva (33)
- Avenida Marcelo Celayeta (34)
- Txantrea Sur (35)
- Lezkairu - Calle Mutilva Alta (36)
- Civivox Mendillorri (37)
- Erripagaña (38)
- Calle Benjamín de Tudela (39)
- Calle Esquíroz (40)
- Calle Olite (42)

## Tarifas
El sistema se ha diseñado con dos tipos de tarifas: abonadas y ocasionales. Los abonados podrán elegir entre una cuota mensual de 15 euros o un pago anual de 40 euros. Ambas tendrán tarifas por minuto más baratas que el resto de usuarios. Pagarán 50 céntimos el desenganche (sacar la bicicleta de la estación), además de 2,5 céntimos por minuto durante la primera media hora(los primeros 20 minutos son gratis), 3 céntimos por minuto durante la segunda media hora y 8 céntimos por minuto a partir de la hora de utilización. De este modo, el viaje de media hora costará 75 céntimos y si se prolonga hasta una hora, tendrá un coste de 1,65 euros. 
Los usuarios esporádicos podrán acceder al servicio entre la disponibilidad de una tarjeta virtual (sin coste adicional) o una tarjeta física (con un coste de 1 euro). El precio por la utilización del servicio será de 70 céntimos el desenganche, además de 4 céntimos por minuto hasta los 30 minutos (los primeros 20 gratis), 6 céntimos por minuto a la media hora siguiente y 10 céntimos por minuto a partir del minuto 61. Así, el uso de media hora costaría 1,10 euros y si es de una hora, 2,90 euros.

## Futuro
Si bien se trata de una red muy temprana, todavía es necesario analizar los datos de uso de la red para adecuar la oferta a la demanda existente, y ya se ha planteado la ampliación de la red a otros municipios de la zona metropolitana como Ansoáin, Barañáin, Berriozar, Burlada o Valle de Egüés para dar servicio a un mayor número de habitantes y conectarla con destinos habituales como Itaroa o Morea.